# Brusselle (Adelsgeschlecht)
Brusselle, auch Brüselle, ab 1854 Brusselle-Schaubeck ist der Name eines württembergischen Adelsgeschlechts.

## Geschichte
Die katholische Familie, deren Namen sich in früheren Jahrhunderten in unterschiedlichen Formen wie Borusselli, Bruxella, Bruxellis, Bruxelles, im frühen 19. Jahrhundert überwiegend Brüselle schrieb, soll nach der älteren Literatur altadelig sein, aus Italien stammen, in den Niederlanden und Frankreich gelebt haben und als Flüchtlinge nach Deutschland gekommen sein. Die gesicherte Stammreihe beginnt mit Giovanni Boruselli († 1546), einem Obersten in Lothringischen Diensten im Herzogtum Mercœur. Dessen Nachkomme Theodor († 1700 in Grevenmacher) bediente sich der Namensform Bruselle.
In der zweiten Hälfte des 18. Jahrhunderts war die Familie in Hambach an der Weinstraße ansässig. Seit Ende des 18. Jahrhunderts standen mehrere Angehörige als Offiziere in bayerischen, württembergischen und österreichischen Diensten. Joseph von Brüselle wurde 1804 als bayerischer Generalmajor verabschiedet. Ein gleichnamiger Verwandter, der 1793 von der Hohen Karlsschule kommend in das württembergische Heer eingetreten war, starb als Hauptmann im September 1807 an einer bei der Belagerung von Neiße in Schlesien im März erhaltenen Verwundung. Felix Christian August von Bruselle (1773–1846) war württembergischer Generalmajor, Schlosshauptmann von Schloss ob Ellwangen und Kammerherr. Er erhielt am 4. Februar 1829 das württembergische Anerkennungsdiplom seines Freiherrnstands.
Seine beiden Söhne Joseph (1808–1862) und Felix (1811–1877) wurden wiederum österreichische Offiziere. Nach dem Aussterben der württembergischen Linie der Herren von Kniestedt mit dem unverheirateten Carl von Kniestedt 1854 erbten sie als Brüder seiner Mutter die Herrschaft Schaubeck und nahmen den Namen von Brussselle-Schaubeck an. Das Diplom der Namen- und Wappenvereinigung datiert vom 20. Oktober 1854.
Felix Joseph Christian von Brusselle-Schaubeck (1840–1922), der älteste Sohn von Joseph von Brusselle-Schaubeck, heiratete Franziska Alexandrina Biedermann von Üszög und Mosgo, eine Enkelin von Michael Lazar Biedermann. Herzog Georg II. (Sachsen-Meiningen) erhob ihn 1896 in den sachsen-meiningenschen Grafenstand. 1902 erfolgte die Anerkennung des Grafenstandes in Württemberg und Österreich, 1903 auch in Ungarn.
Sein fast gleichnamiger Cousin Felix Anton Siegmund Freiherr von Brusselle-Schaubeck (1853–1914) wurde Kammerherr und Zeremonienmeister am württembergischen Hof in Stuttgart und starb ohne Nachkommen. Dessen Schwester Sophie (1851–1928), verheiratet mit Heinrich Adelmann von Adelmannsfelden, erbte Schaubeck, das so an die Familie Adelmann von Adelmannsfelden kam.

### Besitzungen
- Burg Schaubeck mit Kleinbottwar, Schloss Heutingsheim (heute Ortsteil von Freiberg am Neckar) mit Westhof
- Schloss Stockau (Dieburg)
- Gut Basthorst mit Hamfelde (Lauenburg)

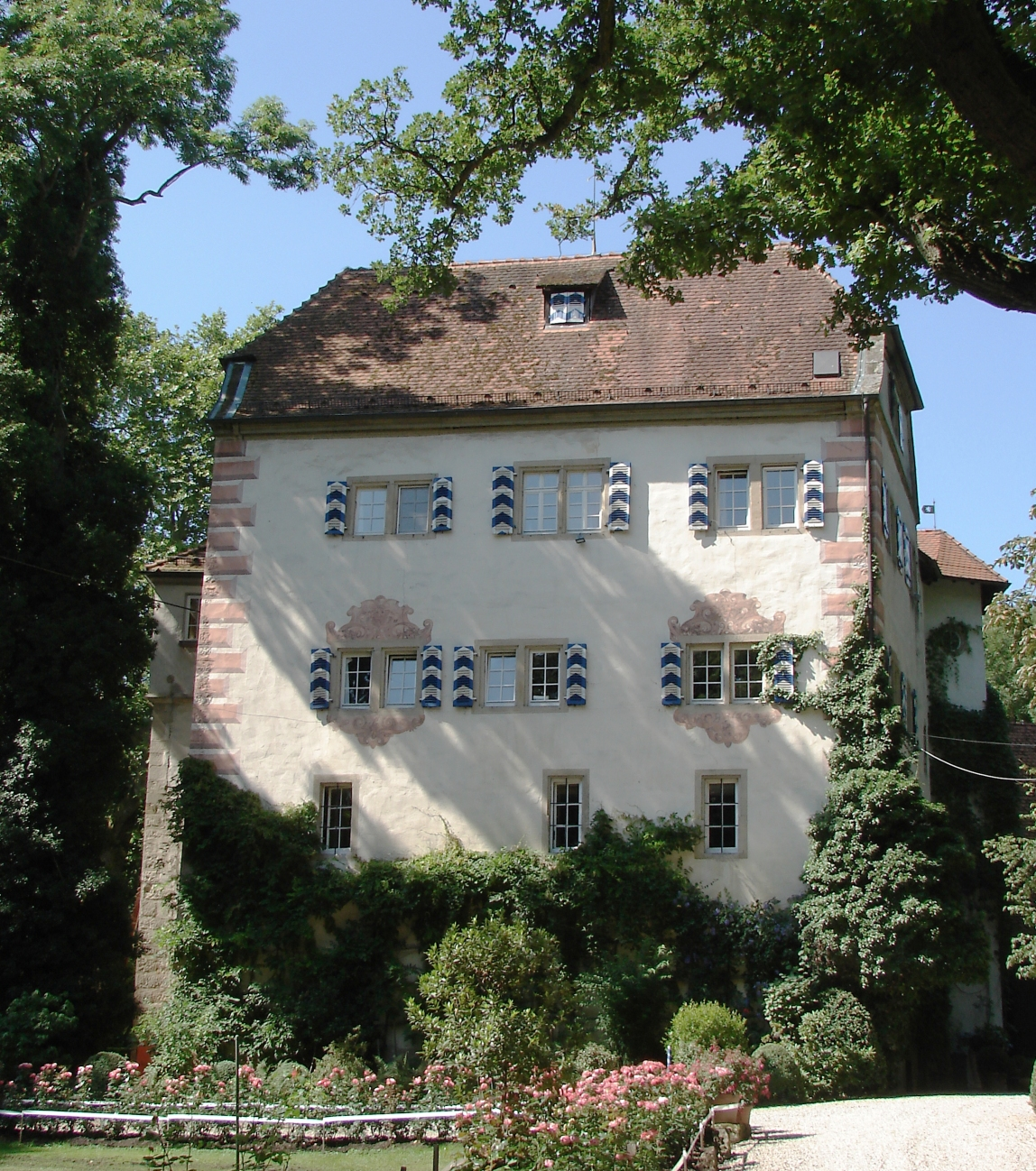
Burg Schaubeck
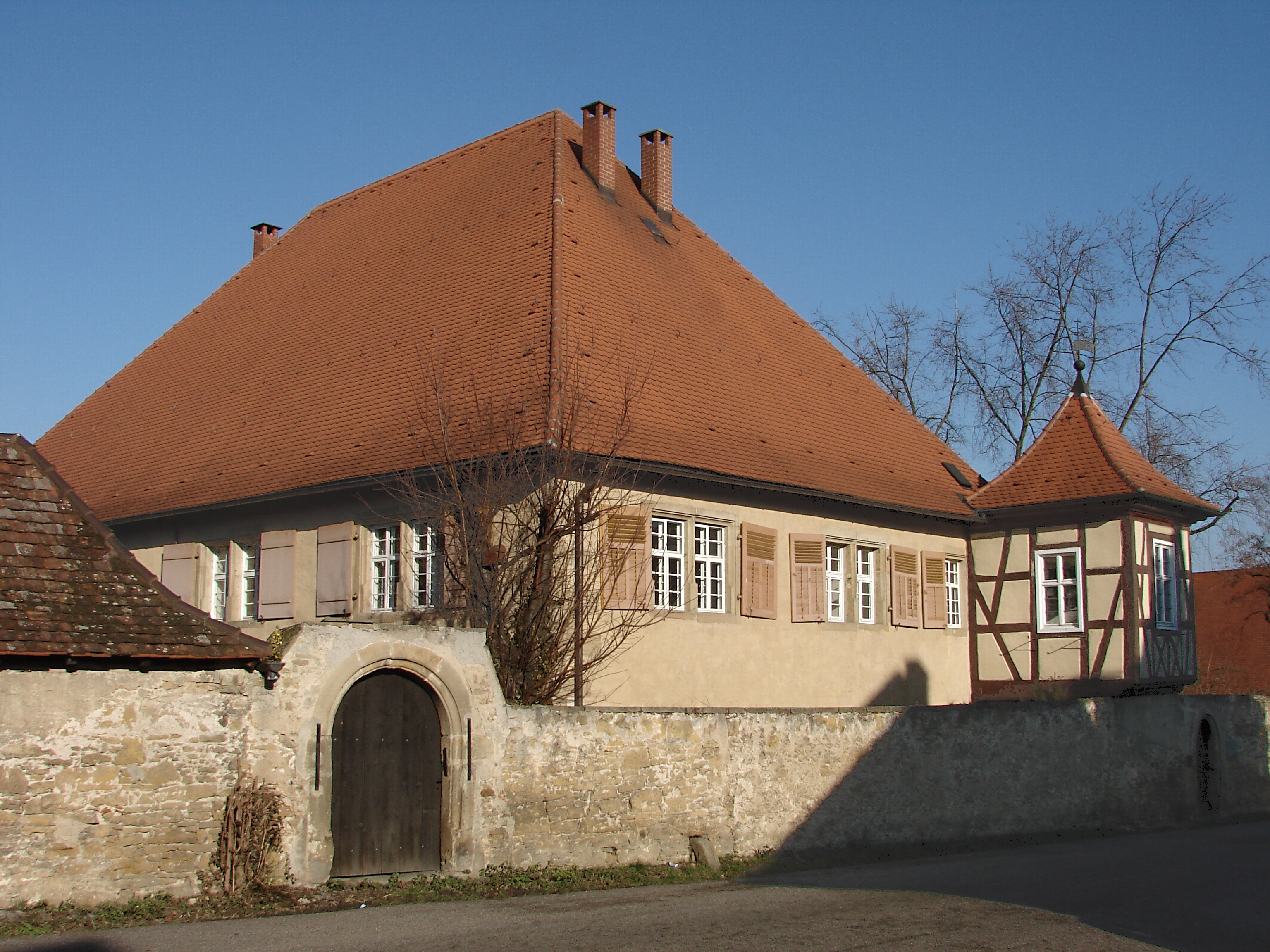
Schloss Heutingsheim
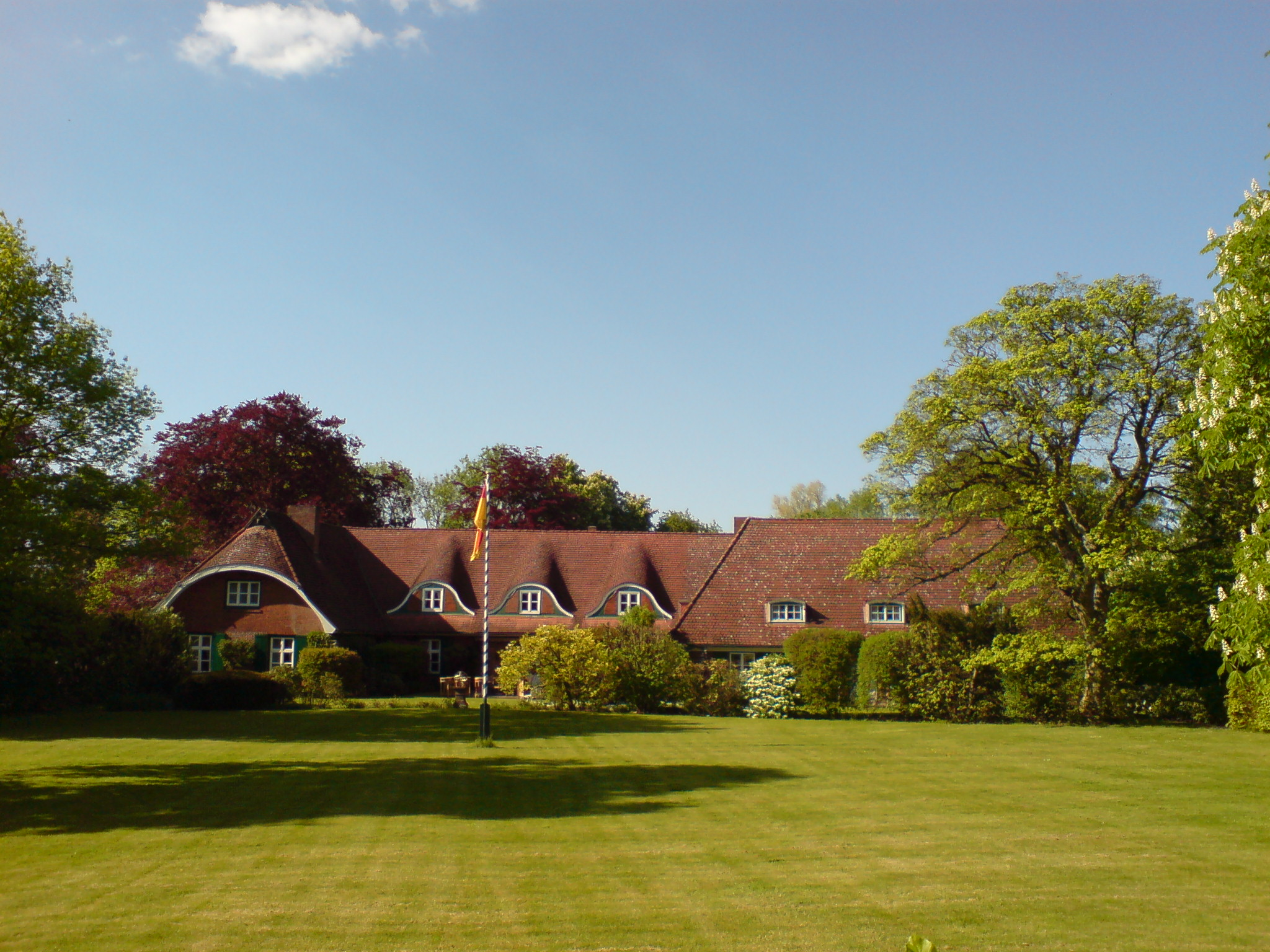
Basthorst

## Wappen
Das freiherrliche Wappen ist quadriert. im ersten und vierten Feld in Schwarz ein mit drei goldenen Pfennigen belegter, silberner Schrägrechtsbalken; im zweiten und dritten Feld in Silber ein einwärts gekehrter, roter Löwe. Freiherrnkrone und drei gekrönte Helme mit rechts schwarz-silbernen, links rot-silbernen Decken. Der erste trägt einen einwärts gekehrten, geschlossenen, schwarzen Flug, den der Länge nach der Schrägbalken überzieht; den zweiten deckt ein hoher, heidnischer, mit zwei roten Querbalken überzogener und silbern aufgestulpter, goldener Spitzhut, aus dessen Krone sechs sich neigende Pfauenfedern zu beiden Seiten hervorgehen; aus der Krone des dritten Helms wächst der Löwe des Schildes halb hervor. Als Schildhalter dienen zwei golden bewehrte, rote Löwen. 1854 wurde das Wappen um ein Herzschild mit dem Wappen derer von Kniestedt (in Gold ein rotes Herzschild das umlaufend mit grünen Klee- oder Lindenblättern besteckt ist) vermehrt.
Das gräfliche Wappen von 1896 ist geviert und belegt mit einem goldenen Herzschild, darin eine mit acht (3, 2, 3) goldenen Kleeblättern bestücktem rotem Herz. Im ersten und vierten Feld in Schwarz ein mit drei schwarzen Kugeln belegter silberner Schrägrechtsbalken, im zweiten und ritten Feld ein roter Löwe. Drei Helme: auf dem rechten mit schwarz-silbernen ein mit silbernem Schrägrechts-Balken belegter geschlossener schwarzer Flug, auf dem mittleren mit rot-goldenen Decken ein rot-gestulpter sechsmal von Schwarz und Gold schrägrechts gestreiften Turnierhut, dessen goldener Knopf mit einem natürlichen Pfauenwedel bestückt ist, auf dem linken mit rot-schwarzen Decken der Löwe wachsend. Als Schildhalter dienen zwei gekrönte goldene Löwen, die Schulter des rechten belegt mit schwarzem Schild, darin ein Andreaskreuz. Der Wahlspruch lautet Omnia pro virtute (alles für due Tugend). Grafenkrone und hermelingefütterter roter Wappenmantel.

## Stammreihe im 19./20. Jahrhundert

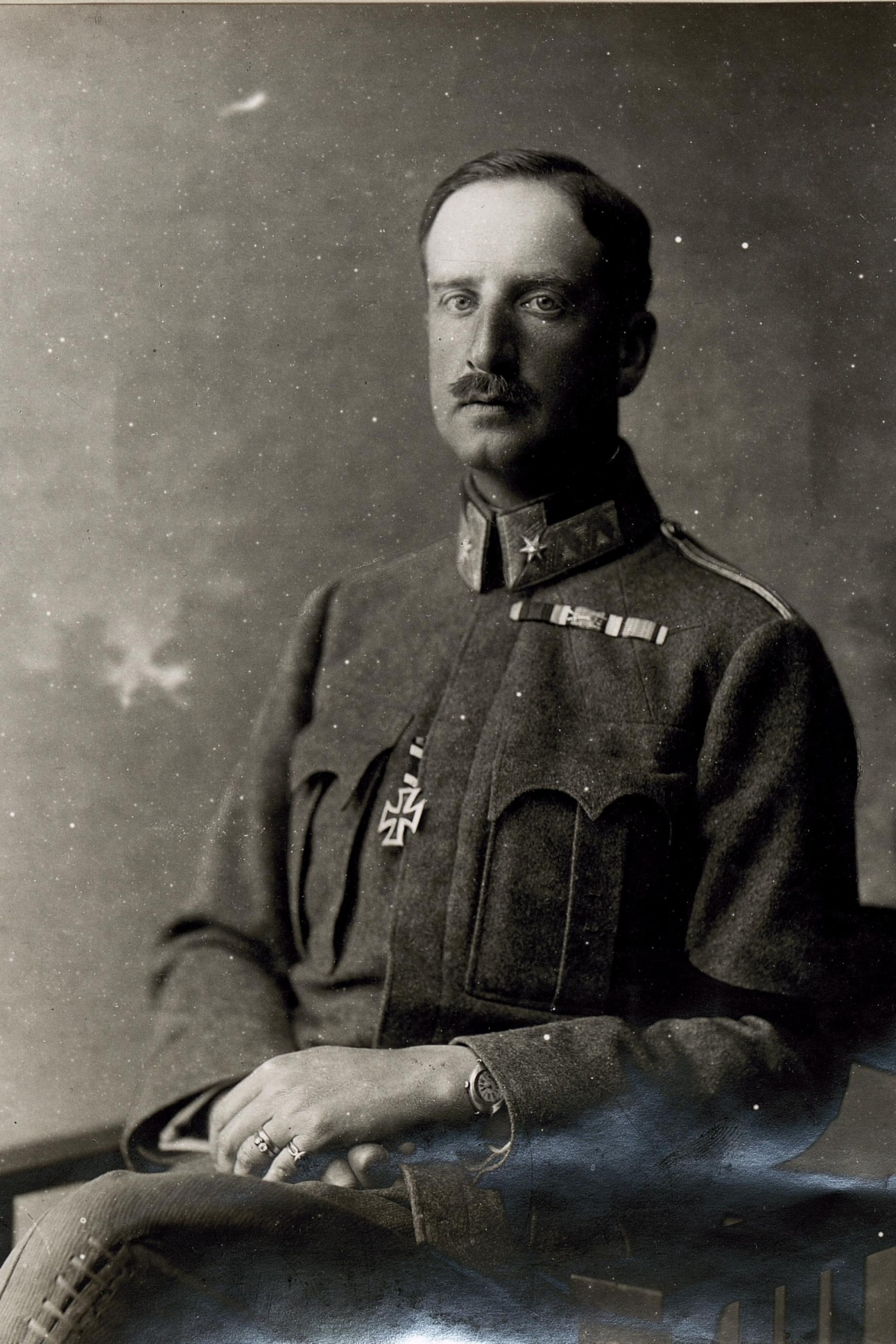
Major Alfred Graf von Brusselle-Schaubeck

- Joseph von Brusselle, bayerischer Generalmajor
- Joseph von Brusselles († 1807), württembergischer Hauptmann
- Felix Christian August von Brusselle (1773–1846), württembergischer Generalmajor ⚭ Sophie, geb. Freiin Rau von und zu Holzhausen (1774–1832)
  - Joseph Freiherr von Brusselle (1808–1862), österreichischer Rittmeister, Abgeordneter der Landesversammlung (Lauenburg) und der Lauenburgischen Ritter- und Landschaft ⚭ Sophia Emilia Varvara Gräfin von Holstein-Holsteinborg (1815–1904)
    - Agnes Freiin von Brusselle-Schaubeck (1839–1920) ⚭ Nicolaus von Holstein (1835–1873), Kammerjunker, preußischer Regierungsassessor
    - Felix Joseph Christian Freiherr von Brusselle-Schaubeck (1840–1922), ab 1896 Graf von Brusselle-Schaubeck, k.u.k. Kämmerer ⚭ Franziska Alexandrina Biedermann von Üszög und Mosgo (1845–1929)
      - Elsa Gräfin von Brusselle-Schaubeck (1871–) ⚭ Arthur Freiherr Abfaltrer von Abfaltrern, k.u.k. Kämmerer
      - Felix Gustav Otto Philibert Graf von Brusselle-Schaubeck (1874–1943), österreichischer Diplomat
      - Alfred Felix Joseph Gustav Maria Nicolaus Philibert Graf von Brusselle-Schaubeck (1881–1963), österreichischer Major ⚭ Sophie Gräfin von Wickenburg
        - Alexander Johannes Felix Maximilian Philipp Maria Graf von Bruselle-Schaubeck (1913–1953)
        - Alfred Felix Maximilian Gabriel Maria Graf von Brusselle Schaubeck (1915–1942), österreichischer Offizier

    - Otto Freiherr von Brusselle-Schaubeck (1843–1924), auf Basthorst ⚭ Charlotte Maria Anastasia Charlotte Maria Anastasia von Gemmingen-Hornberg (1846–1906)
    - Therese Freiin von Brusselle-Schaubeck (1844–1919) ⚭ Paul von Hirschfeld (–1903), mecklenburg-schwerinscher Oberhofmarschall

  - Felix von Brusselle (1811–1877), österreichischer Oberst ⚭ Maria von Gemmingen-Hornberg (1815–1853)
    - Felix Anton Siegmund Freiherr von Brusselle-Schaubeck (1853–1914), württembergischer Kammerherr und Zeremonienmeister ⚭ Hertha Gräfin Grote
    - Sophie Marie Caroline Freiin von Brusselle-Schaubeck (1851–1928) ⚭ Heinrich Adelmann von Adelmannsfelden (1848–1920)

## Wein

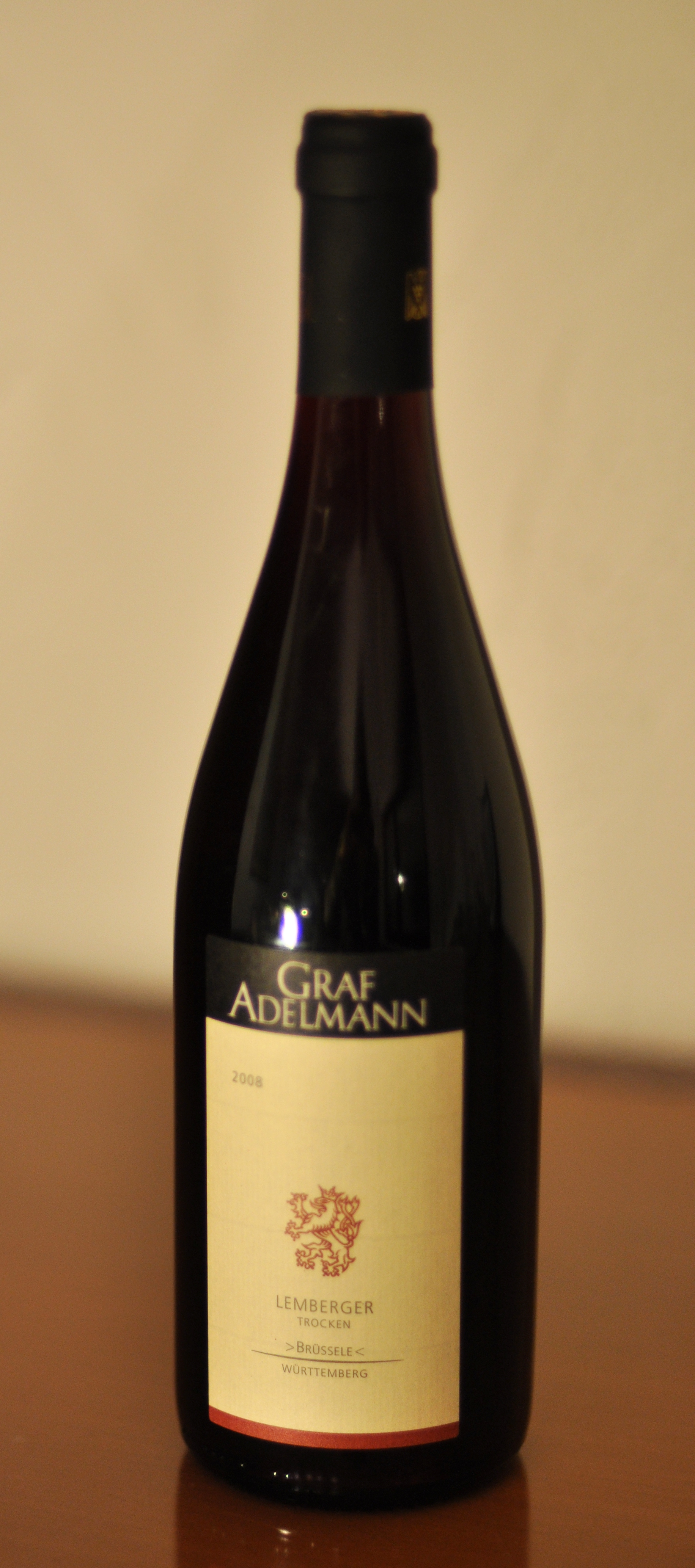
Lemberger 2008 Brüssele, Weingut Graf Adelmann

Das Weingut Graf Adelmann vertreibt seine trockenen Gutsweine unter dem an den Namen des Geschlechts erinnernden Markennamen Brüssele.